# Macron (marca)
Macron es una marca italiana de ropa deportiva y expandida a otros segmentos textiles, fundada en 1971. Provee como marca deportiva a equipos de baloncesto, béisbol, rugby, balonmano, fútbol, fútbol sala y voleibol.
Desde 2007, muchos nuevos clubes deportivos del mundo (incluido el fútbol) comenzaron a utilizar Macron como proveedor de ropa deportiva, lo que le supuso a la firma italiana un incremento de ventas. Desde 2018, es el proveedor oficial de uniformes para los árbitros de la UEFA.
Macron trabaja con el lema: "Work Hard, Play Harder" (Entrena duro, juega más duro). Su presidente es Francesco Bormioli.

## Historia
Macron nació en Bolonia y empezó su propia actividad como único proveedor para Italia en equipaciones de béisbol por cuenta de Mac Gregor USA y de otras marcas americanas del sector de béisbol.
Con la compra de Record Sports, empresa especializada en ropa deportiva, a la comercialización de equipamiento se le une la fabricación de ropa para béisbol, baloncesto y voleibol. En este periodo la empresa (desde 1974 a 1978 Macron Record Sports) produce también para conocidas marcas como Adidas, Nike, Spalding, Reebok, Champion centrado su atención sobre todo en los uniformes para los equipos profesionales esponsorizados por estas marcas.
Macron llega a una importante meta festejando su décimo aniversario. La empresa está logrando cada vez más credibilidad gracias también a la producción y la venta directa de marca propia de ropa técnico-deportiva destinada tanto a las sociedades deportivas como a atletas individuales..
Como resultado del notable crecimiento, Macron amplía sus espacios y se traslada a unos locales más grandes en Valsamoggia, Bologna. Es aquí donde se llevarán a cabo todas las actividades inherentes a la concepción, diseño, creación de prototipos y la distribución de ropa técnica para el baloncesto, el voleibol, el béisbol y el fútbol.
Comienza la aventura Macron en el fútbol profesional. En efecto, este es el primero año de contrato con un club profesional de primer nivel, el Bologna FC 1909. A partir de ese día la marca Macron comenzó a ser cada vez más visible en las camisetas oficiales de los mejores y más reconocidos equipos del mundo. Las importantes asociaciones firmadas han creado los antecedentes para un desarrollo técnico siempre más atento a los productos, sea en términos de diseño como de materiales.
Macron abre sus horizontes y se extiende por todo el mundo, desde Italia a Europa, para luego llegar a Estados Unidos, Canadá y al Medio Oriente. Los productos Macron aparecen con más frecuencia en los atletas profesionales y diletantes.
El crecimiento constante de la empresa se refleja una vez más en la necesidad de nuevos espacios, dando lugar a la inauguración de una nueva sede y la creación de una gama de productos que se expanden para incluir el rugby, balonmano y fútbol de salón.
Nace el proyecto Macron Store, un negocio que tiene la gama completa de los productos Macron: desde el teamwear al tiempo libre, desde el merchandising a los accesorios. Un punto de referencia para todas las empresas y organizaciones deportivas, para quien practica los deportes y para los aficionados que buscan calidad en el producto técnico. Para acercar a los fanes a sus propios equipos, Macron abre también su tienda oficial en línea para el merchandising en línea.
Después de haber alcanzado una posición de prestigio en el teamwear, Macron ha presentado una colección pensada para el tiempo libre “Sports inspired”, que apunta a un público joven, deportivo y elegante.